# KVN
KVN (rusky: Клуб весёлых и находчивых, Klub věsjolych i nachodčivych nebo Ka-Ve-En, Klub vtipných a pohotových) je televizní humoristická soutěž, ve které různé týmy (ze školských zařízení, vysokých škol, podniků, měst atd.) soupeří ve vtipných odpovědích na otázky, improvizacích na zadaná témata a předvádí scénky, které si předem připravili.

## Historie
Předchůdcem KVN byl pořad Večer veselých otázek, který vytvořil novinář Sergej Muratov podle vzoru českého pořadu Hádej, hádej, hadači. Relace Večer veselých otázek se vysílala v roce 1957 a úkolem televizních diváků bylo vtipně odpovídat na otázky moderátorů. Pořad moderovali hudební skladatel Nikita Bogoslovskij a herečka Margarita Lifanova. Takový koncept pořadu byl v dané době zcela nový. Poprvé v sovětském televizním pořadu účinkovali nejen moderátoři, ale i diváci a navíc pořad běžel v přímém přenosu. Tento pořad vysílala Festivalová redakce Ústřední televize založená Sergejem Muratovem v roce 1956 a byla první mládežnickou redakcí působící v sovětské televizi.
Večer veselých otázek byl velmi populární, ale vysílal se pouze třikrát. Ve třetím dílu byl slíben dárek těm divákům, kteří příště přijdou do studia v kožichu, čepici a válenkách (natáčení probíhalo v létě). Moderátor pořadu skladatel Nikita Bogoslovskij se ovšem zapomněl zmínit o tom, že diváci si mají s sebou vzít také noviny z 31. prosince minulého roku. Samozřejmě, že zimní oblečení měli na sobě prakticky všichni televizní diváci. Davy lidí přijely a vtrhly do studia v kožichu a válenkách, odstrčily z cesty policisty a pak propukl úplný chaos. Vysílání bylo ukončeno, ale pořad nebyl ničím nahrazen. Do konce vysílacího večera byla v televizi „technická přestávka“. Pořad byl zrušen a redakce rozpuštěna.
Po čtyřech letech 8. listopadu 1961 redaktorka Jelena Galperina zavolala Sergejovi Muratovi a řekla mu, že lidé jejich pořad potřebují. Bývalí zakladatelé Večera veselých otázek vytvořili nový televizní pořad pod názvem KVN. Prvním moderátorem pořadu byl režisér Albert Axelrod, který opustil program v roce 1964 a společně s ním odešel také Sergej Muratov a Michail Jakovlev. Novým moderátorem se stal student moskevské univerzity Alexandr Masljakov, který moderuje tento pořad do dnešního dne. Společně s ním relaci tehdy moderovala hlasatelka Světlana Žilcova. Zkratka KVN znamená v ruštině Klub vtipných a pohotových (Клуб весёлых и находчивых, Klub věsjolych i nachodčivych), ale kromě toho to byla i značka tehdejší černobílé televize KVN-49. V pořadu KVN nyní nesoutěžili diváci, ale týmy. Znělkou relace byla píseň Vezměte si do ruky tužku, kterou nazpíval herec a hudební skladatel Oleg Anofrijev. KVN se natáčel Mládežnickou redakcí Ústřední televize. KVN byl, stejně jako jeho předchůdce, velmi populární. V Sovětském svazu dokonce vzniklo celé hnutí KVN. Podle vzoru tohoto pořadu vznikaly soutěže KVN ve školách, v pionýrských táborech atd. Na univerzitách po celé zemi probíhaly kvalifikační turnaje, ze kterých se ty nejlepší týmy dostaly do televize.
Od určité doby se KVN přestal vysílat v přímém přenosu, jelikož týmy často vtipkovaly o sovětské realitě a ideologii. Ideologicky pochybné vtipy byly vystřiženy a pořad se následně vysílal ze záznamu. KVN rozčiloval ředitele Centrální televize Sergeje Lapina a brzy se o tento pořad začala zajímat tajná služba. Cenzura byla čím dál tím přísnější, časem bylo dokonce zakázáno vyjít na pódium s vousy (byl to prý výsměch Karlu Marxovi). Koncem roku 1971 po hádce Lapina a Muratova byl pořad zrušen, což bylo jednou ze známek začínající doby stagnace.

## Obnovení KVN
Na začátku perestrojky v roce 1986 byl pořad obnoven. Iniciátorem byl kapitán týmu KVN Moskevské univerzity stavebního inženýrství Andrej Menšikov. Po obnovení pořadu byli zakladatelé KVN pozváni, aby se stali členy poroty a poté byli pozváni jako čestní hosté. Moderátorem pořadu se stejně jako před jeho zrušením stal Masljakov. První moderátor Albert Axelrod nabídl Masljakovu svou image, ale tomu se tento nápad nelíbil. Změnila se také znělka. Namísto původní písně, ve které diváci mohli slyšet hlas Olega Anofrijeva obvyklý pro šedesátá léta, zní z televize píseň, kterou vymyslel bývalý účinkující KVN básník Boris Salibov. Píseň pod názvem Začínáme KVN je znělkou tohoto pořadu dodnes.
V roce 1990 Masljakov založil Televizní tvůrčí skupinu AMiK (Alexandr Masljakov a spol.), která až do dnešní doby natáčí tento program.
Po několika dílech týmy dosáhly stejně vysoké úrovně a popularity jako KVN ze šedesátých let. Pořad se stal jedním ze symbolů období glasnosti. Znovu vzniklo hnutí KVN, přičemž se soutěž pořádala i v západní Evropě (Západo-evropská liga KVN), v Izraeli a v USA. Po rozpadu SSSR se v Moskvě v roce 1992 uskutečnila první mezinárodní soutěž KVN, kdy proti sobě stály týmy SNS a Izraele. Tato soutěž měla ohromný úspěch. V roce 1994 se v Izraeli dokonce uskutečnilo mistrovství světa KVN, ve kterém proti sobě stály týmy z SNS, USA, Izraele a Německa. Ze soutěže KVN se stal jeden z nejpopulárnějších ruských televizních pořadů.

## Pravidla hry
V KVN se hraje podle různých pravidel, která se někdy mohou měnit i během samotné hry, což se děje i v hlavní Vyšší lize. Nicméně, existují pravidla, která platí za jakýchkoliv okolností a v každé lize a to dělá z KVN známou soutěž. Za prvé v KVN hrají týmy. Tým se tradičně skládá alespoň ze dvou lidí. Nejmenší týmy, které účinkovaly, nebo pořád účinkují ve Vyšší lize, jsou například Sborná malých národů z Moskvy, Sborná blondýnek z Ukrajiny z města Charkov a detektivní agentura Měsíční svit z Bělgorodu. Tyto týmy mají jenom dva členy, nicméně existují týmy KVN, které se nedostaly do televize a tvoří je jen jeden hráč. Každé družstvo má svého kapitána, který musí reprezentovat svůj tým v tzv. Soutěži kapitánů, pokud je tato zahrnuta do programu hry. Většina družstev vystupuje v originálních kostýmech, které odlišují hráče jednoho týmu od hráčů jiného týmu. Kostýmy v rámci jednoho družstva mohou být stejné, nebo ve stejném stylu, nebo mohou být jedinečné pro jednotlivé členy týmu.

## Soutěže KVN

### Uvítání nebo vizitka
Tato soutěž se hraje na začátku hry a účastníci zde představují svůj tým. Uvítání se skládá převážně z textových vtipů a miniatur. Tradičně všichni hráči stojí v řadě vedle sebe (5 až 8 lidí stojí v popředí) a všichni jsou ve stejných kostýmech.

### Rozcvička
Soutěž, ve které tým musí během 30 sekund vymyslet vtipné odpovědi na otázky, které vymýšlí jiné týmy, diváci, porota a/nebo moderátor.

### STEM
Tuto soutěž vymysleli v roce 1995. Hlavním principem je, že během STEMu nesmí na scéně být najednou více než 3 hráči.
V roce 2011 se ve Vyšší lize KVN objevil nový druh STEMu, a to STEM s celebritou. Hlavním pravidlem je, že v něm musí účinkovat také nějaká známá osobnost.

### BRIZ
Je to krátká literární soutěž, ve které musí týmy představit nějaký vynález nebo jev.

### Hudební soutěž
Tato soutěž se zaměřuje hlavně na hudební čísla, jako je zpěv, tanec nebo hra na hudební nástroj. V roce 1995 se objevila nová soutěž pod názvem Konkurz jedné písně, KOP, ve které hráči mohli použít jenom jednu melodii. V roce 2003 vzniklo zase Hudební finále nebo Konkurz finální písně, ve kterém týmy měli vymyslet hezkou a vtipnou finální píseň.

### Biatlon
Biatlon vznikl v běloruském KVN. Hráči „střílí“ své vtipy a porota následně po ukončení každého kola vyřazuje tým, který se jim nejvíce nelíbil. Vítěz získá jeden bod a v případě remízy každý z finalistů soutěže získá 0,9 bodu.

### Televizní noviny
Tato soutěž se podobá BRIZu, ale jedná se o vtipné televizní noviny. Stejně jako v Rozcvičce a v Biatlonu, stojí při této soutěži na scéně všechny týmy najednou.

### Domácí úkol
Jedná se o dlouhou soutěž, která se hraje na konci celé hry. Pokud Hudební soutěž není součástí dané hry, tak se Domácí úkol hraje jako Hudební domácí úkol.

### Freestyle
Tato soutěž vznikla v roce 2003 a týmy zde mohou vystupovat v jakémkoli stylu a předvádět jakékoli scénky.

### Filmová soutěž
Zde musí týmy natočit videoklip nebo nadabovat známý film.

### Soutěž kapitánů
Jedná se o individuální soutěž kapitánů soutěžících mužstev. V této soutěži nemusí vždy účinkovat kapitán. Místo něj může hrát frontman týmu nebo jiný účastník týmu.
Kromě těchto soutěží existují i jiné, které se ale hrají mnohem méně nebo už se nehrají vůbec. K nim patří například: Triatlon, 5 vtipů o… a další.

## Ligy KVN
Ligy KVN se dělí na oficiální, které patří pod organizaci AMiK a neoficiální. Každá liga má své schéma, svá pravidla, redaktory, moderátory, ředitele a také své členy poroty. Rozdíl mezi oficiální a neoficiální ligou je ten, že ta oficiální pracuje pod záštitou AMiK a týmy, které v ní hrají, mají autorská práva ke svým vystoupením a jen z těchto lig je možné postoupit do Premier ligy a Vyšší ligy. Redaktory oficiálních lig jsou Alexandr Masljakov a vedení AMiK, které také přijímá rozhodnutí o statusu ligy. O vstupu do oficiální ligy rozhodují výsledky z festivalu KiViN, který se každoročně pořádá v lednu v Soči.
Ligy se dělí do čtyř kategorií:
- Televizní: jde o ligy, které vznikají jako televizní pořady (Vyšší, Premier a První liga se vysílají na Prvním kanálu, První liga na programu Gubernia a Mezinárodní liga se vysílá na běloruském programu STV.)
- Centrální: do těchto lig se mohou dostat týmy, které dosáhly na festivalu v Soči vysoký rating. Na festivalu KiViN 2015 se rozhodlo o tom, že mistři centrálních lig v další sezóně postupují do jedné z televizních lig.
- Meziregionální: sem se dostanou týmy, které dosáhly na festivalu v Soči určitý rating.
- Regionální: nový status ligy, který se zavedl v roce 2013. O vstup do této ligy si může zažádat jakýkoli tým, dokonce i takový, který neúčinkoval na festivalu.

### Vyšší liga
Vyšší liga obnoveného KVN existuje od roku 1986, kdy se KVN znovu objevil v televizi. Do roku 1993 byla tato liga jedinou oficiální ligou a v roce 1993 byla založena První liga. Mistři První ligy automaticky postupovali do příští sezóny Vyšší ligy. Takovým způsobem úroveň Vyšší ligy rok od roku rostla a většina týmů se do ní dostala přes První ligu. Později v roce 1999 se objevily další oficiální ligy KVN a do Vyšší ligy postupovaly týmy z různých oficiálních lig Televizní tvůrčí skupiny AMiK. Počet účastníků ve Vyšší lize vzrostl ze 6 na 12 a později na 15 týmů za sezónu. Od roku 2011 se každoročně do této ligy dostane 20 týmů. Momentálně Vyšší ligu tvoří čtyři osmifinálové hry, tři čtvrtfinálové, dvě semifinálové hry a jedno finále. V různých letech se experimentovalo s hrami útěchy a dvojitými semifinálovými hrami. Mistři Vyšší ligy se považují za mistry celé ligy a tak dostávají právo účinkovat v Letním poháru KVN. Moderátorem ligy je A. V. Masljakov a členy poroty jsou známé osobnosti, většinou moderátoři Prvního kanálu a známí herci.
Od roku 1986 do roku 2016 si ve Vyšší lize zahrálo 205 týmů KVN.

### Premier liga
Premier liga byla založena v roce 2003 a stala se z ní druhá televizní liga KVN, kterou vysílá První kanál. V Premier lize hrají mladší týmy KVN, převážně mistři a finalisté různých oficiálních lig. V roce 2004 bylo rozhodnuto, že výherce První ligy automaticky postoupí do Premier ligy a jen v ojedinělých případech se dostane rovnou do Vyšší ligy. Do roku 2009 se do Premier ligy propadly také týmy, které prohrály v osmifinále Vyšší ligy. Schéma sezóny Premier ligy se několikrát změnilo. Třikrát sezónu zahajoval festival ligy (který působil také jako výběrová hra), další sezóny začínaly třemi nebo čtyřmi osmifinálovými hrami, následovaly dvě nebo tři čtvrtfinále, dvě semifinále a finále.
Od roku 2005 většina týmů působících ve Vyšší lize absolvovala Premier ligu. Moderátorem této ligy je Alexandr Masljakov mladší (syn A. V. Masljakova) a členy poroty jsou populární hráči KVN.